# Conférence Georges Matheron
La Conférence Georges Matheron est une distinction scientifique parrainée par l'Association internationale de géoscience mathématique (en) (IAMG) pour honorer l'héritage de l'ingénieur français Georges Matheron, connu comme le fondateur de la géostatistique et cofondateur (avec Jean Serra), de la morphologie mathématique,. La conférence Georges Matheron est donnée par un scientifique qui a prouvé sa capacité de recherche dans le domaine de la statistique spatiale ou de la morphologie mathématique. Le premier récipiendaire du prix a été Jean Serra, pendant longtemps, un des scientifiques du Centre de Morphologie Mathématique de Fontainebleau. Serra donne la première conférence à la conférence de l'IAMG à Liège, en Belgique en 2006. Elle est décernée chaque année si un candidat admissible et digne est trouvé par le Comité qui examine les candidatures et procède à la sélection.

## Lauréats
La liste des conférenciers avec le titre de la conférence :
- 2006 Jean Serra (France, École des Mines) : Random Set Modeling

- 2007 Wynand Kleingeld[7],[8] (Afrique du Sud, De Beers) : Narrating on a Journey to Solve a Sampling Problem

- 2008 Adrian Baddeley[9],[10],[11] (Australie, Université d'Australie-Occidentale) : Special Point Process Models on Exploration Geology

- 2009 Jean Laurent-Mallet[12],[13] (France, École Nationale Supérieure de Géologie, Nancy Université) : GeoChron: A Mathematical Framework for Sedimentary Geology

- 2010 Donald A Singer[14],[15] (USA, United States Geological Survey) : Solving the Wrong Resource Assessment and Exploration Problems Precisely

- 2011 B. S. Daya Sagar (en)[16],[17] (Inde, Indian Statistical Institute-Bangalore Centre) : Mathematical Morphology in Geomorphology and GISci[18]

- 2012 Jean Paul Chilès[19],[20] (France, École National Supérieure des Mines de Paris, Fontainebleau) : Is There Still Room for New Developments in Geostatistics?

- 2013 Peter Dowd (en)[21],[22],[23] (Australie, Université d'Adélaïde) : Quantifying Uncertainty for Mineral and Energy Resource Exploitation—Sources, Randomness, Scale and Structure

- 2014 Karl Gerald van den Boogaart (en)[24],[25] (Allemagne, École des mines de Freiberg) : Multiple Point Statistics Understood in Matheronian Principles

- 2015 Roussos Dimitrakopoulos (en)[26] (Canada, Université McGill) : Smart(er) Mining Complexes and Mineral Value Chains: A Technological Perspective on Risk Management and Sustainability

- 2016 Jeffrey Yarus[27] (USA, Landmark Graphics Corporation, Halliburton) : The Geostatistical Invasion of the Petroleum Industry; One Perspective from an Applied Geostatistician

- 2017 Noel Cressie (en) (Australie, Université de Wollongong) : A Conditional Approach to Multivariate Geostatistics

- 2018 Christian Lantuéjoul (en)[28] (France, Mines ParisTech) : Some Aspects of Geostatistical Simulations

- 2019 : Vera Pawlowsky-Glahn[29] (Espagne, Université de Gérone) : Compositional Data in Geostatistics

- 2020 : Marc Genton[30] (Arabie saoudite, Université des sciences et technologies du roi Abdallah) : TBD

- 2023 : Xavier Emery (Advanced Mining Technology Center (AMTC), Université du Chili) : A journey into covariance models for spatial data.
- 2024 : Dionissios T. Hristopulos (Technical University of Crete, Greece)